# Frazioni di Lanciano
La pagina illustra le frazioni di Lanciano, in tutto sono 33.

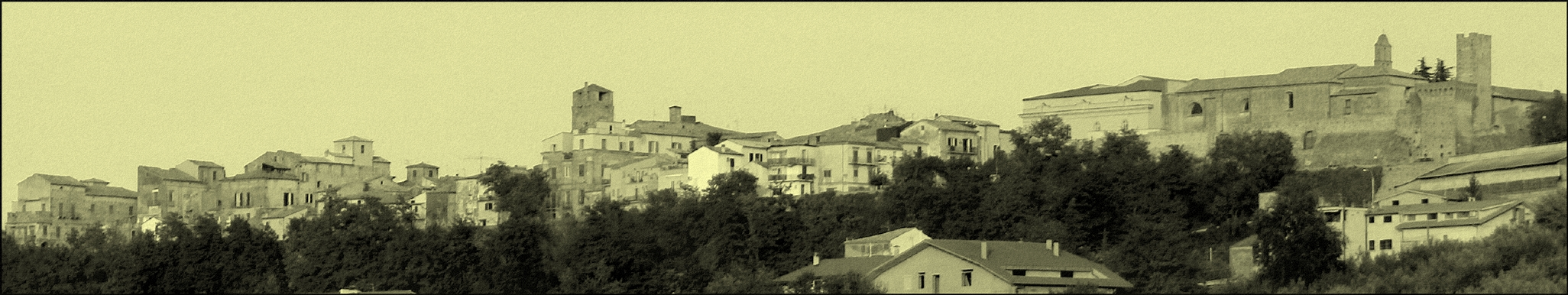
Panorama del Quartiere Civitanova da località Santa Maria dei Mesi: in vista (da destra) le Torri Montanare con la chiesa di Santa Giovina e il campanile di Santa Maria Maggiore

## Geografia
- A nord:

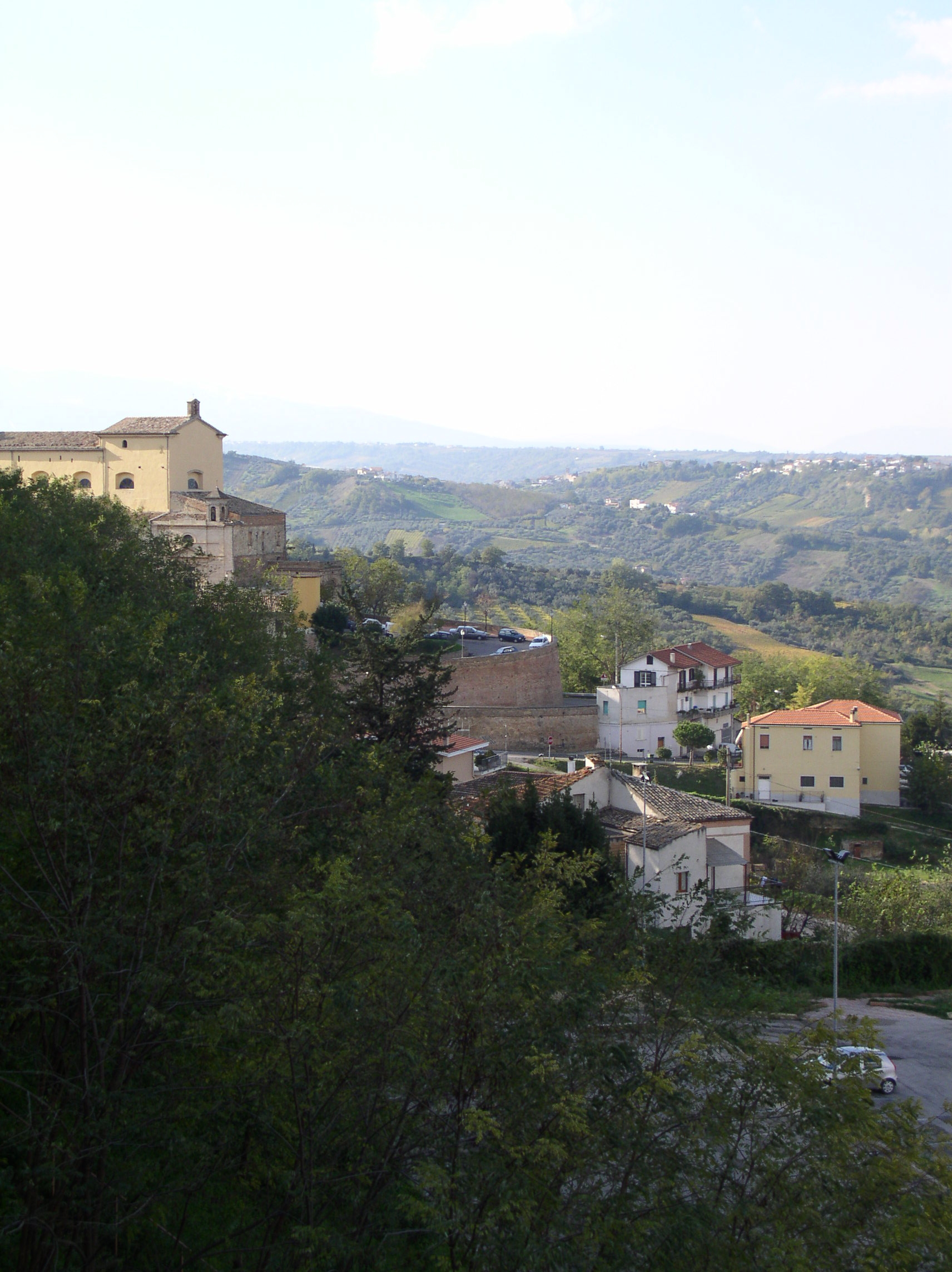
Particolare della veduta finale del rione Sacca e chiesa di San Nicola: le case di località Sabbioni-Fenaroli

Sant'Egidio, Santa Liberata, San Iorio, Nasuti, Spaccarelli, Madonna del Carmine, Sant'Amato, Costa di Chieti.
- Ad est:

Santa Giusta, Santa Croce, Sabbioni, Torre Sansone, Serroni.
- A sud:

Villa Martelli, Villa Carminello, Villa Stanazzo, Iconicella, Villa Andreoli, Re di Coppe, Colle Pizzuto, Serre, Camicie, Villa Elce, Sant'Onofrio, Rizzacorno, Colle Campitelli, Villa Pasquini.
- Ad ovest:

Gaeta, Fontanelle, Follani, Marcianese, Torre Marino, Santa Maria dei Mesi.

## Le frazioni
La descrizione parte dalla frazione più settentrionale: Torre Sansone-Serroni, al confine con San Vito Chietino, fino alla più meridionale: Sant'Onofrio-Rizzacorno, al confine con Castelfrentano.

### Torre Sansone
Possiede circa 141 abitanti, si trova nella parte nord-est di Lanciano, al confine col territorio di Treglio (contrada Serroni) e San Vito Chietino (bivio San Martino-Castellana), è attraversata dalla strada statale 84 Frentana, che conduce alla Marina di San Vito. Il nome è dovuto a un'antica torre di guardia, di cui resta il piano interrato in una casa privata, nei pressi dello spiazzo della chiesa di riferimento, dedicata all'Immacolata Concezione. La contrada si sviluppa a serpentone lungo la strada statale, e finisce alla curva del bivio San Martino, di recente si è sviluppata soprattutto per quanto riguarda la costruzione di ville private.
Chiesa dell'Immcolata Concezionefu costruita nel 1800 per volere dei Serroni (si ricorda il nome del podere di costoro, attuale contrada di Treglio, posta sul lato est di Torre Sansone), e fu sotto la giurisdizione della chiesa di San Biagio di Lanciano. Nel 1827 Monsignor De Luca la spostò alla parrocchia di Sant'Agostino, che riaccorpò le parrocchie storiche del rione Lancianovecchio. La piccola cappella venne ampliata e nel 1947 fu ricostruita quasi daccapo per rispondere alle esigenze della popolazione di Torre Sansone. Ha un aspetto molto semplice, con il campanile in mattoni del 1915, a pianta quadrangolare a torre divisa in due livelli. L'interno a navata unica ha volta a botte, ed è illuminato da finestroni istoriati: l'Eucaristia - Maternità Divina - Pentecoste - Passione - Pace. Sul lato della facciata c'è murato lo stemma dei Serroni: un mascherone a forma di uomo.
Antica casina De Ceccola casa si trova su una stradina dietro la chiesa dell'Immcolata. fu eretta nel 1870 sopra i terreni espropriati al convento di Santa Chiara, da parte della famiglia Cotellessa. La piccola proprietà, usata principalmente come magazzino agricolo, fu venduta ai De Cecco, che costruirono il villino vero e proprio. Nel 1930 alcuni locali furono usati come scuola elementare sino al 1959. Più avanti la casa venne persa dalla famiglia, e cadde in degrado, stando ancora oggi in questo deplorevole stato. La costruzione si sviluppa su dei livelli divisi da cornici marcapiano, più un mezzanino articolato da piccole finestre quadrangolari, e una torretta in corrispondenza della campata centrale del prospetto. Il carattere rurale dell'edificio è leggibile nella netta separazione tra rustico e abitazione residenziale, il primo al pianterreno e l'altro al priano superiore, accessibile da uno scalone esterno appoggiata sul fianco sud. Lo stesso carattere è riscattato sulla facciata governata da una rigorosa simmetria nell'articolazione dei volumi, impaginata con un ordine di paraste e cornici, emergente non solo volumetricamente. L'intonaco bianco è alternato a quello rosso pompeiano, al pianterreno il portale principale ad arco a tutto sesto, è affiancato da due finestrelle quadrate con larghe mostre intonacate di bianco. Al piano superiore ci sono tre balconi su mensole, con ringhiere in ferro battuto

### Serroni-Villa Cotellessa

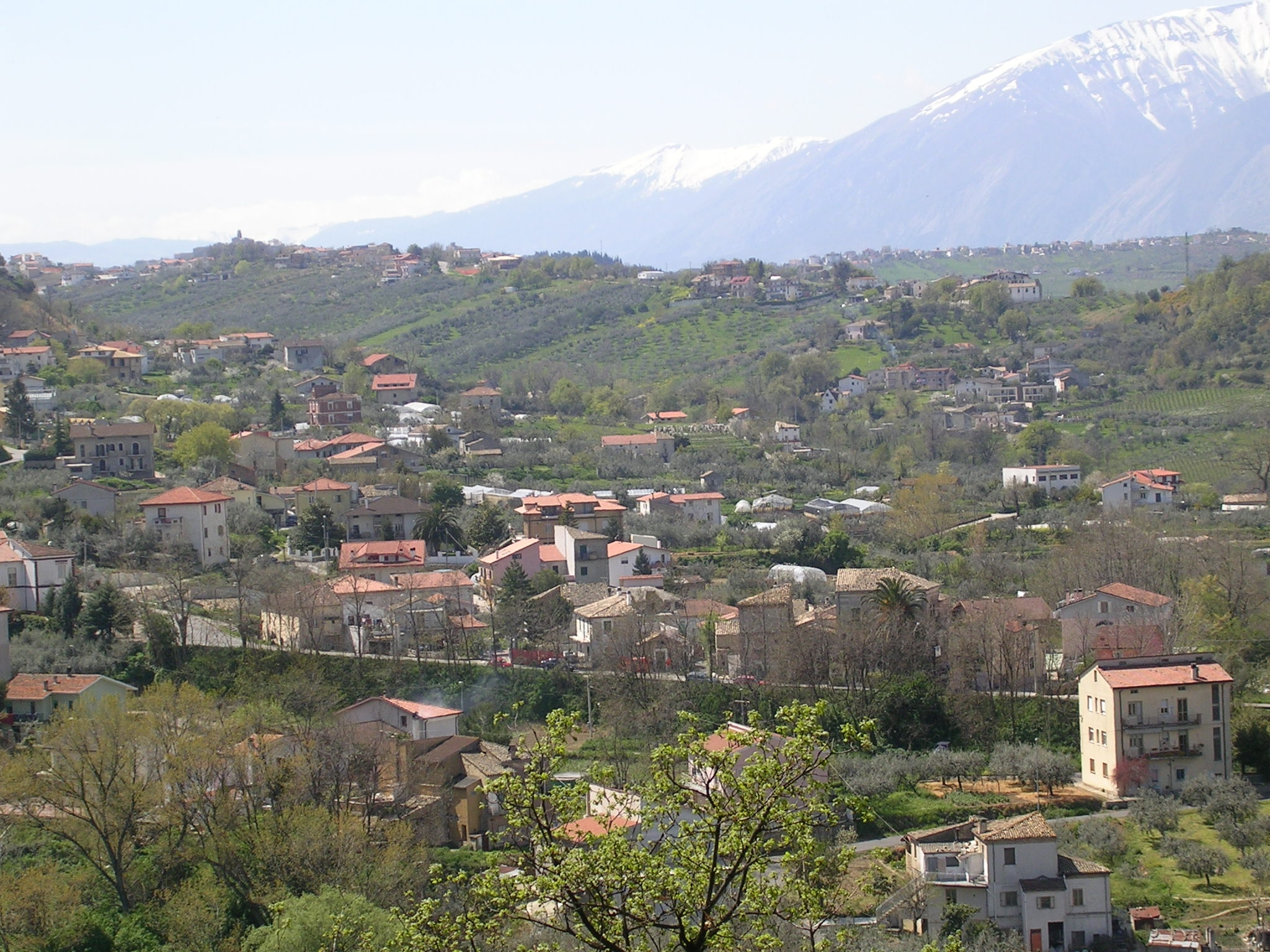
Contrada Santa Liberata e Sabbioni vista da contrada Santa Giusta

La contrada Serroni, al confine territoriale col comune di Treglio, ha circa 466 abitanti, distante 4 km da Lanciano: la parte più popolosa si sviluppa lungo la Statale Frentana per San Vito, il resto che affondo nella gola è detto Valle Schiacchiozza (o Villa Cotellessa), ed è di pertinenza del comune di Treglio. Fino ai primi anni 2000 la popolazione lavorava presso l'ex Istituto professionale statale dell'Agricoltura, nella contrada Torre Sansone, successivamente chiuso, e attualmente in degrado. La chiesa di riferimento è l'Immacolata Concezione di Torre Sansone, mentre gli abitanti di Valle Schiacchiozza dipendono dalla chiesa di San Donato in contrada Villa Martelli di Lanciano

### Santa Giusta
Antichissima contrada, citata già dallo storico lancianese Pietro Pollidori e da Domenico Romanelli, i quali ipotizzarono la presenza dell'antica Anxanum, sbagliando, per aver ritrovato nel XVII secolo delle antiche lapidi, alcune delle quali longobarde. La contrada possiede 811 abitanti circa, posta a nord-ovest di Lanciano, confinando con il comune di Frisa. In precedenza la zona era occupata solo dalla chiesa di Santa Giusta, una delle più antiche di Lanciano (XI secolo, poi rifatta nel XVIII), poi nell'Ottocento iniziarono ad essere costruiti i casali attorno alla chiesa, fino agli anni '60, quando iniziò a costituirsi il quartiere popolare Olmo di Riccio, che assorbì gran parte dell'antico contado, il viale fu popolato di condomini e abitazioni.
Attualmente la contrada Santa Giusta risente ancora dei problemi storici che la attanagliano, il fatto di essere sopra una dorsale collinare tufacea molto stretta, e soggetta a frane.
Chiesa di Santa Giusta vergine e martiremolto simile alla chiesa di Santa Liberata nella contrada omonima, risalirebbe al 1055, e faceva parte dell'abbazia di Montecassino. Di questo primo monastero tuttavia si sono perse le tracce, dato che la chiesa venne ricostruita ex novo nel Settecento. Nel 1827, dopo la soppressione della parrocchia di San Biagio a Lancianovecchia, la chiesa fu aggregata alla parrocchia di Sant'Agostino voluta dal Monsignore Francesco Maria De Luca. Nel 1860 il vescovo Giacomo De Vincentiis, in visita pastorale, trovò la chiesa troppo piccola per le esigenza della popolazione, e ordinò che fosse ampliata. Venne anche costruita una nuova statua lignea, in sostituzione della vecchia icona sacra di Santa Giusta, suscitando polemiche tra i fedeli. Attualmente è soggetta alla parrocchia del Sacro Cuore in Olmo di Riccio. La parte inferiore della facciata presenta un'ampia arcata a sesto acuto, delimitata ai due lati da paraste e in alto da cornicione con ampie scanalature, tra le coppie di paraste vi sono due lapidi che ricordano i caduti nella prima guerra mondiale.
Sulla parte superiore, sormontata da un frontone con finestra circolare, si aprono due finestre laterali; l'intera struttura culmina con una sfera simboleggiante il globo, sovrastato da una croce. Il pavimento in mattonelle tinte chiaro-scure, conferisce atmosfera austera all'edificio a tre navate (una maggiore e le altre minori), che comunicano con arcate a tutto sesto. La volta a botte è finemente decorata con affreschi del pittore Isacco Turri (1917). Presso il presbiterio c'è il dipinto simbolico dello Spirito santo.

### Santa Croce
Piccola contrada situata nella zona nord del cimitero comunale, sotto il ponte omonimo della strada statale Frentana, che conduce a San Vito Marina, passando per Torre Sansone. Ha 506 abitanti circa, si compone di case sparse, per lo più realizzate tra l'Ottocento e il Novecento lungo la dorsale collinare che digrada verso il piano del cimitero. Tra queste si riconosce una grande masseria in mattoni a vista, con altre abitazioni accorpate, segno che la contrada originò da questo podere.

### Santa Liberata e San Iorio

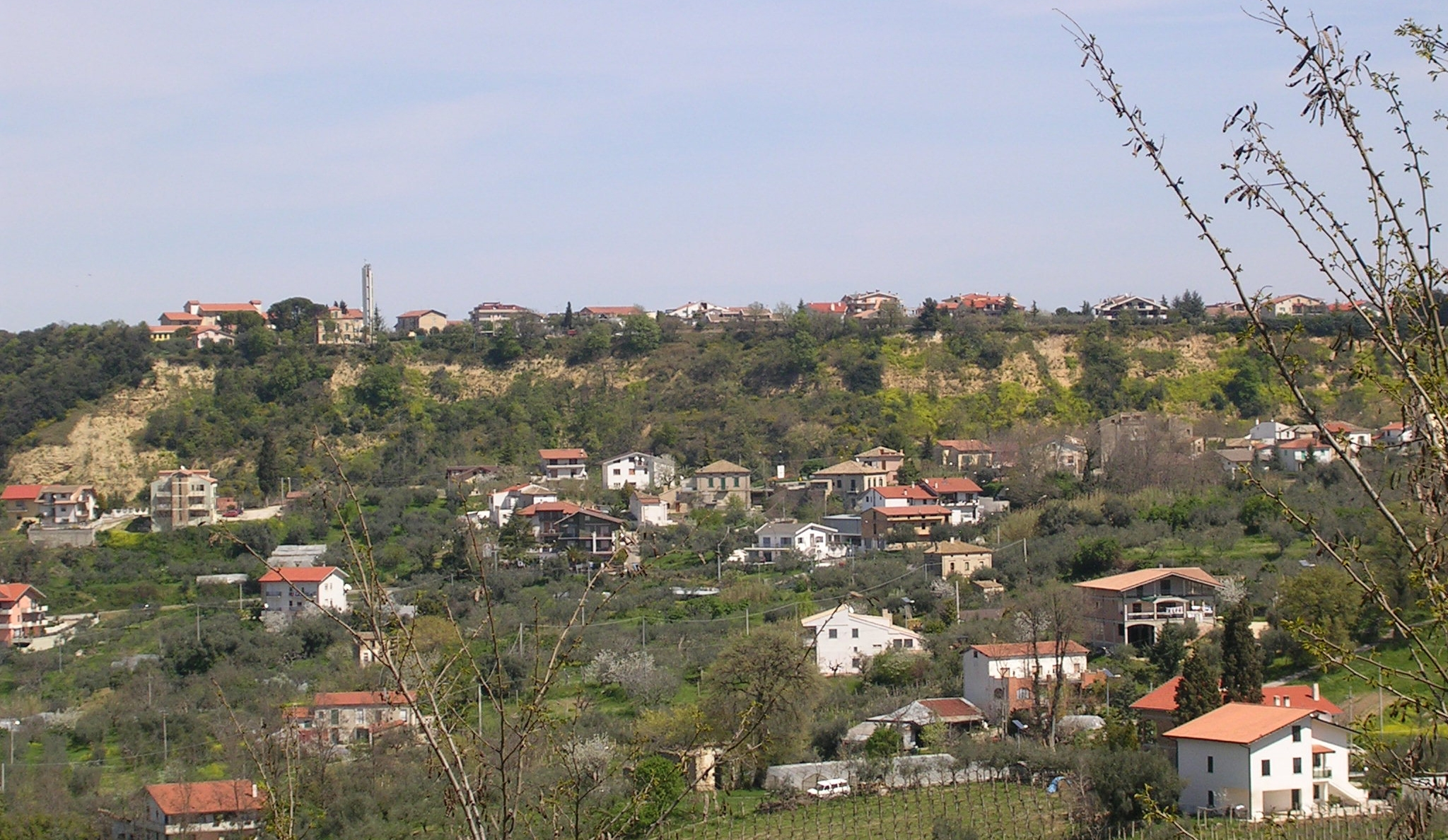
Contrada San Iorio, in fondo il campanile del Sacro Cuore a Olmo di Riccio

La prima contrada si trova al confine col comune di Frisa, ed è la più grande, possiede 375 abitanti circa, e inizia dalla discesa fuori Porta San Nicola (oggi scomparsa) dal colle della chiesa di San Nicola di Bari di Lanciano. Il primo sobborgo della curva è detto "contrada Fenaroli-Sabbioni", possiede le tipiche case coloniche di primo Novecento in mattoni a vista, più alcune ville residenziali di recente costruzione, come Villa Di Campli, mentre Santa Liberata si trova più a valle, organizzata in due abitati, il primo a confluenza con contrada San Iorio, il secondo più basso organizzatosi attorno alla chiesetta di Maria Santissima della Libera (o volgarmente Santa Liberata). Qui si trovano anche i resti di due storiche fornaci di mattoni, i cui altoforni svettano ancora sulla vallata.
La contrada dipese per secoli dal monastero benedettino di Sant'Agata e Sant'Antonio abate, che si trovavano presso l'attuale piazza Garibaldi di Lanciano, scomparsi però già nel XVIII secolo. Santa Liberata era molto trafficata sino ai primi anni del Novecento, dato che costituiva la via del Tratturo Lanciano-Cupello, da cui passavano i contadini e i mercanti da Ortona per accedere alla val di Sangro. Infatti esistevano delle porte di guardia delle mura lancianesi, come Porta San Nicola, la prima ad essere incontrata venendo da nordovest, poi Porta Sant'Antonio, esistente ancora fino al tardo Ottocento, le quali costituivano gli ingressi fortificati con torrette al ponte di Lamaccio, ancora oggi esistente ma soffocato dalla nuova strada provinciale, e dal mercato coperto di piazza Garibaldi.
L'altro ingresso alle mura di Lanciano, venendo da Santa Liberata, era porta San Biagio, ancora oggi esistente. Da Santa Liberta asicuramente passarono anche conquistatori e capitani di ventura.
Chiesa di Maria Santissima della Liberachiesa settecentesca, nota anche come "Santa Liberata / Madonna della Libera", risale al XVI secolo, sorta presso una vecchia cappella usata dai pastori transumanti. Secondo le memorie del Cardinale Anton Ludovico Antinori, nel 1617 presso la chiesa si creò la confraternita di San Rocco, spostatasi poi nella chiesetta omonima a fianco della parrocchia di San Nicola a Lanciano, e la chiesa fu ampliata dall'architetto Giulio Carlucci. Il 19 ottobre 1672 il Monsignor Alfonso Alvarez dette inizio a una processione speciale per la Madonna della Libera, molto sentita dai popolani, ancora oggi celebrata. Sulla facciata della chiesa si pone in evidenza il pronao in stile tardo romanico; un'ampia arcata delimitata da pilastri, permette l'accesso all'interno; ai lati due aperture protette da cancellate in ferro, ne caratterizzano lo stile. Nella parte superiore sormontata da un frontone con orologio al centro, si aprono due finestre laterali. Ceramiche artistiche lancianesi raffigurano al centro la Madonna e ai lati un pastorello e una donna che allatta il bambino, opere dell'artista Bontempo (1995).
La contrada San Iorio si sviluppa da una diramazione occidentale della strada provinciale Lanciano-Frisa, che attraversa Santa Liberata, e va a finire nel vallone che separa Lanciano dalle contrade di Madonna del Carmine, Nasuti e Candeloro. La frazione non ha un centro vero e propria, le abitazioni coloniche di primo Novecento si snodano sulla strada, che va a finire a un poligono di tiro, ha circa 166 abitanti, le case sparse proseguono per tutto il vallone di Salarola, lungo la provinciale 64 Lanciano-Orsogna. La chiesa antica era dedicata a San Giorgio e Sant'Apollonia, sotto la giurisdizione della parrocchia di San Nicola di Lanciano, ma già nel XIX secolo la chiesa era scomparsa, sicché la statua devozionale della santa prima stette dentro la parrocchia di Lanciano, poi fu spostata nel Museo civico diocesano.

### Sabbioni
Detta anticamente anche "Fenaroli", è il primo abitato sparso che si incontra, percorrendo la strada provinciale per Frisa sotto il colle della chiesa di San Nicola di Lanciano. Il nome attuale è dovuto al colle tufaceo e franoso attorno al fiume Feltrino. L'area anticamente era di proprietà di due chiese, quella di Sant'Andrea da cui il nome della contrada, e il monastero di Sant'Agata, che doveva stare nelle immediate vicinanze del ponte di Lamaccio di piazza Garibaldi; tuttavia queste chiese già nel XVIII secolo risultano scomparse. La presenza di queste chiese è confermata dalle Rationes Decimarum del 1324-25; in questi documenti si menziona anche la chiesa di Sant'Antonio abate presso il fosso di Lancianovecchia (via Agorai), di cui esisteva una porta di accesso presso le mura, all'incrocio di Via per Frisa e piazza Garibaldi.
Gli abitanti seguono la messa della chiesa di Santa Liberata, ma sono soggetti alla parrocchia di San Nicola.

### Iconicella
Di 792 abitanti, si trova lungo la strada antica per Fossacesia da Lanciano, area adesso in espansione edilizia lungo la contrada Gaeta (zona commerciale dei due principali centri commerciali di Lanciano). Nel XVI secolo, l'area era attraversata dal tratturo Lanciano-Cupello, vi si trovava solo la chiesetta della Madonna degli Angeli, detta volgarmente "Conicella o Iconicella", costruita nel 1524 come cappella dei pastori, e ampliata nei secoli seguenti, meta di antiche processioni volute dal Monsignor Paolo Tasso il giorno del 23 dicembre. La processione della contrada si svolge invece il 5 aprile in onore di San Vincenzo Ferrer. La chiesa dipende dalla parrocchia di Maria Santissima Regina degli Angeli di Villa Stanazzo, contrada limitrofa.
La contrada fa 792 abitanti circa: il nucleo storico, ossia quello popolato dalle prime case coloniche del Novecento, è quello attorno alla chiesa, seguendo via Iconicella, fino alla discesa alla rotatoria di Via per Treglio; il nucleo moderno si espanse a ridotto della strada statale 524 Lanciano-Fossacesia (o via Nazionale Frentana), a ridosso della contrade Colle Pizzuto, Villa Andreoli e Re di Coppe. L'area oggi è usata per le esposizioni mensili della Fiera di Lanciano, di cui esiste un'apposita associazione.
Chiesa di Maria Santissima degli Angeli o della Conicellanella contrada omonima, il suo nome completo è "Santa Maria degli Angeli", ed è una delle chiese fuori dal centro più importanti e storiche, esistente già dal XV secolo come cappella di pellegrinaggio lungo il tratturo per Cupello. La chiesa cinquecentesca vera e propria fu voluta nel 1524 dal padre Tommaso Panetta, ampliata cent'anni dopo dal vescovo Monsignor Paolo Tasso. Ha un aspetto settecentesco molto elegante, con torre campanaria che ripropone il motivo a paraste ioniche del campanile della Cattedrale, e la facciata intonacata di bianco con piccolo nartece chiuso da cancellata di ferro. L'interno a navata unica conserva un dipinto della Madonna del Rosario, proveniente dall'antico oratorio di San Francesco del santuario. La Vergine elargisce il Rosario ai Santi Domenico e Caterina da Siena, cingendo a cerchio con i 15 quadretti, mentre in basso è rappresentata la scena della battaglia di Lepanto (1570). Di espressione abruzzese è un prezioso affresco rinascimentale della Madonna dell'Iconicella tra San Rocco e San Sebastiano, seduta in trono.

### Villa Stanazzo
Secondo lo storico Corrado Marciani, questa fu una delle contrade lancianesi della zona orientale, a confine con i terreni di Mozzagrogna e Fossacesia, ad essere stata fondata dagli esuli Schiavoni. Insieme a Mozzagrogna, Santa Maria Imbaro e Treglio, fece parte di un comune "Le Ville" dal 1500 al 1806, dotate dunque di un'università amministrativa e di una municipalità. Il Marciani attesta la presenza slava nel 1484, gli Stanazzo erano una famiglia che dette il nome alla contrada, che si estinse nell'Ottocento. La contrada ha molte affinità con le "ville" di Ortona (Villa Caldari, Villa Mascitti, Villa Torre, Villa San Leonardo, Villa Rogatti), anch'esse fondate dagli Schiavoni esuli nel XV secolo, per il fatto che l'abitato è raccolto attorno alla chiesa di riferimento, e scandito da assi ortogonali e da case molto basse, almeno quelle storiche.
Oggi questa contrada si è quasi fusa con la contrada Iconicella, che sta a sud, e ancor più con il quartiere Santa Rita di Lanciano (Zona 167), la divisione è data solo dalla depressione collinare a valle, che restringe la strada. La contrada oggi vede la sua economica fruttare presso la Cantina sociale "Rinascita Lancianese".
Chiesa di Santa Maria Regina degli Angelisemplice chiesa settecentesca molto simile a quella della Santissima Trinità in Villa Andreoli. Nel 1611 sul terreno della famiglia Tommasini iniziò la sua costruzione, e fu consacrata nel 1617. Il tempio però rimase abbandonato per alcun anni, come testimonia il Monsignore Andrea Gervasi in una visita del 1657, dandola a un diacono. La chiesa fu sistemata a spese della popolazione nel 1755, e nel 1788 venne dotata di sagrestia. Nel 1899 con le offerte ricavate dalle feste in onore della santa, venne finanziato il campanile progettato dall'architetto Luigi De Pasqua, nel 1907 vi fu aggiunto anche un orologio. Con la benedizione del Monsignore Angelo Della Cioppa la campana maggiore fu dedicata a San Vincenzo Ferreri, la minore a San Rocco. Nel 1988 fu risistemato l'ambone con il battistero, la demolizione degli altari laterali e una sistemazione del Volto Santo; i lavori furono conclusi nel 2003. La chiesa ha la facciata tripartita da paraste, con tre portale dei quali il centrale è maggiore, decorato da un architrave settecentesca a timpano spezzato. L'interno è a navata unica con due grandi cappelle laterali accessibile da archi a tutto sesto.
Nella chiesa si venera il Volto Santo, si tramanda che nel 1871 nella casa di Florindo Di Diego un ritratto del Volto di Cristo avesse trasudato la prima domenica di giugno. Immediatamente iniziarono ad accorrere i popolani osservando l'immagine, che ripeté il miracolo. Successivamente l'icona fu spostata nella chiesa per essere venerata, con approvazione della curia lancianese. La festa che si è celebrata dall'anno successivo in poi è stata di seguito posticipata al 3 agosto, dopo la festa della Madonna degli Angeli, patrona della contrada. Nel 1908 fu commissionato all'artista Raffaele Gagliardi un dipinto che riproducesse il Volto Santo, benedetto da papa Pio X.

### Colle Pizzuto - Re di Coppe - Villa Andreoli

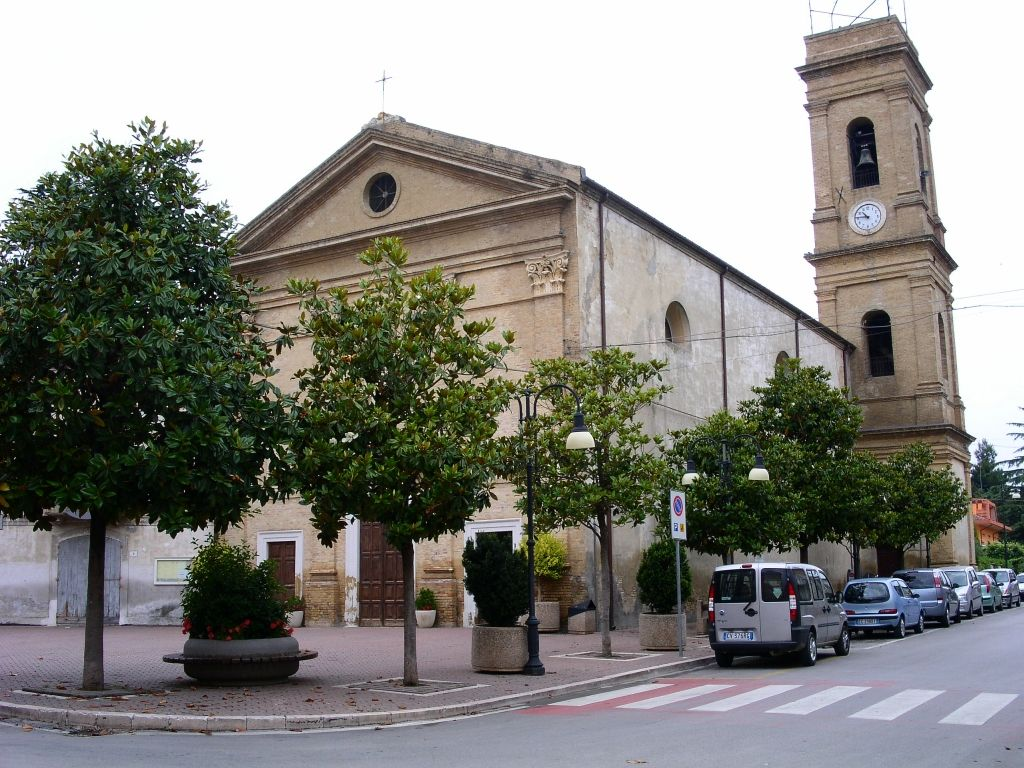
Chiesa di Santa Maria della Vittoria in Villa Romagnoli di Mozzagrogna

La prima è a confine con la contrada Villa Romagnoli di Mozzagrogna (anch'esso centro fondato dagli Schiavoni nel XV secolo, noto come "Villa De Petra", e in dialetto ancora oggi come Li Schiavùne). Colle Pizzuto ha circa 391 abitanti, a 3 km di distanza da Lanciano, direzione Fossacesia, deve il suo nome al colle appuntito sopra cui sta, sorge infatti sopra una piccola altura al di là di un fosso boschivo attraversata dal moderno Ponte Sant'Ostazio, tra contrada Re di Coppe (a ovest) e Villa Romagnoli (a est). Non ha un centro vero e proprio, è sorta come contrada di lavoro, i cui abitanti dipendevano da una grande masseria storica che sta sul punto più alto.
I paesani dipendono dalla parrocchia di Villa Stanazzo, ma frequentano anche la chiesa di Santa Maria della Vittoria di Villa Romagnoli.
La contrada Villa Andreoli di 1 000 abitanti circa si trova nella zona sud dell'Iconicella, a 3 km da Lanciano, lungo la strada per contrada Serre, accesso alla Val di Sangro. Il Marciani suppone che anche questa contrada sia di origine slava, ma l'abitato non è impostato planimetricamente come altre contrade lancianesi, è delimitato da un solo viale, da cui si accede o da Re di Coppe o da Viale Tinari, la strada di accesso alla val di Sangro.
Chiesa della Santissima Trinitàchiesa settecentesca con impianto simile a quella dell'Iconicella, ossia capanna di campagna rettangolare con tetto spiovente. Fu eretta alla fine del '700 come cappella della famiglia Andreoli, e successivamente ampliata nell'800. Nel 1912 fu edificato il campanile in pietra e mattoni a pianta quadrangolare, molto elevato diviso in quattro settori da cornici. La chiesa fu confermata parrocchia nel 1974 dal vescovo Luigi Pierantoni, poiché dipendeva dalla chiesa di Santa Lucia. Nel 2000 fu restaurata e riaperta al pubblico, ed è sede parrocchiale della contrada, di località Follani (fino al 2009, quando fu costruita la nuova chiesa di Marcianese di "Maria Santissima delle Grazie"), cui è aggregata.
Re di Coppe come Colle Pizzuto, è una contrada sparsa, posta tra Villa Andreoli e Villa Romagnoli, deve il nome a un casale storico oggi scomparso. Vi si trova l'Autoparco, sezione distaccata di uffici amministrativi di Lanciano, e il deposito dell'azienda di pulizia urbana "EcoLan". Confina anche con l'area Fiera di Lanciano.

### Le Serre e Camicie
La prima di circa 260 abitanti si trova a 7 km a sud di Lanciano, il nome deriva dalle serre dei contadini, e dai numerosi tornanti che caratterizzano la contrada. È indicata come punto di uscita "Lanciano-Mozzagrogna" del casello della superstrada "Fondovalle Sangro", ragion per cui la contrada soffre il passaggio di numerosi camion e autoarticolati. La contrada termina nella piana della valle del Sangro, in località "Castel di Septe" di Mozzagrogna, trattandosi di una contrada molto estesa, ma poco abitata, confina a sud con Villa Pasquini e Rizzacorno, a nord con il comune di Mozzagrogna, nelle contrade di Lucianetti e Cavezza.
Chiesetta di Sant'Antonio di Padovasi trova nella zona mediana e più popolata di Serre, zona delimitata anche da uno spiazzo asfaltato per le feste. Fu costruita nel 1947 in stile rurale, capanna rettangolare con tetto spiovente, e piccolo campanile a vela. Dipende dalla parrocchia della Santissima Trinità di Villa Andreoli.
Camicie si trova a sud-est di contrada Villa Elce, attraversata dalla strada provinciale "Pedemontana", la principale per accedere da Lanciano alla val di Sangro. Contrada tipicamente sorta da casali di campagna, deve il suo nome ai massari Camicia, oggi estinti. Non ha un centro vero e proprio, ma è un serpentone di alcune case, che va a confluire nella contrada Serre, andando a sud. I parrocchiani sono della chiesa di Villa Andreoli.

### Santa Maria dei Mesi e Torre Marino
Storiche contrade di Lanciano, si trovano sui colli ad ovest della città. La prima è la meno popolosa, di 340 abitanti circa, e si trova lungo la Provinciale per Orsogna. Nei documenti dell'archivio parrocchiale di Santa Maria Maggiore di Lanciano, studiati da Corrado Marciani, il feudo di Santa Maria dei Mesi era citato come "Santa Maria in Bisti - in Visis - in Miscia - in Viso", facenti riferimento alla chiesa antica di Santa Maria dei Mesi, posta sul colle più alto della contrada, dove oggi si trova anche un ripetitore. Il termine latino "visus" rimanda a un'apparizione Mariana sopra cui fu costruita la chiesa, successivamente il toponimo fu storpiato nei documenti, come suppone il Marciani. Si tratta di una chiesa molto nota tra i lancianesi, in quanto fino agli anni '50 presso il belvedere del colle vi si recavano gli innamorati, che lasciavano i loro graffiti sul muro laterale, ma anche nota dal fatto che nel 1836 avvenne un prodigio: la lampada devozionale alla statua della Madonna ardeva senza che fosse provvista di olio.
Chiesa di Santa Maria dei Mesinotizie della chiesa si hanno nel XVI secolo, quando il papa Gregorio XIII concesse l'indulgenza plenaria. In una visita pastorale del 5 settembre 1646, il Monsignore Andrea Gervasi ordinava che venisse ricostruita la statua della Vergine; in una seconda visita del 1671 di Alfonso Alvarez si scopre che la chiesa fa parte della parrocchia di Santa Maria Maggiore di Lanciano. Il 10 ottobre 1922 l'Arcivescovo Nicola Piccirilli, su richiesta della popolazione, concesse il permesso di poter celebrare regolarmente le messe nella chiesa, spesso chiusa. Nel 1996 fu restaurato il tetto. La chiesa ha una facciata con l'accesso preceduto da un pronao a tre archi con cancellata in ferro battuto. L'interno mostra i caratteri di una chiesa rurale abbellita da stucchi barocchi: illuminato da otto finestroni, ha pianta rettangolare con soffitto a capriate lignee, dalle quali scendono tre lampadari in ferro battuto. Lungo le pareti si scorgono due piccole nicchie in cui sono collocate le immagini del Volto Santo e San Mauro.
Chiesa di Santa Maria in Castello (Santa Maria della Luce)si trova al confine tra Santa Maria dei Mesi e Torre Marino, eretta nel XVII secolo. Nel 1949 fu ricostruita in gran parte perché danneggiata nel 1943. Nel 2005 furono ritinteggiate le pareti, ed è sotto la giurisdizione di Santa Maria Maggiore. Ha facciata neoclassica con portale semplice in mattoni, sovrastato da lunetta; sui due lati in basso si aprono finestre, protette da grate. Sulla parte superiore c'è un frontone con finestra circolare al centro del timpano. L'interno a navata unica ha due affreschi: la Mater Lucis e lo Spirito Santo.
Contrada Torre Marino o Torremarino si trova lungo la Statale 84 Frentana di Lanciano per Castelfrentano, passando da località Marcianese, al bivio del ponte sospeso per Santa Maria dei Mesi. Ha 523 abitanti circa, la chiesa di riferimento è quella di Santa Maria in Castello o Santa Maria della Luce, che confina con il territorio di Santa Maria dei Mesi; questa contrada ha i casali più antichi proprio nella zona collinare verso ovest, a Santa Maria dei Mesi, e si suppone che dagli stessi documenti studiati dal Marciani che parlano di una chiesa del Castello, in zona vi si trovasse una torre di avvistamento, data la panoramicità del luogo, ad est si ha una veduta di Lanciano e della vallata, ad ovest di Castelfrentano, Orsogna, e della Majella.
In tempi recenti la contrada si è andata sviluppando più verso Castelfrentano, nella zona di confine di Fonte Barile dove passava anche la ferrovia Sangritana.

### Sant'Egidio

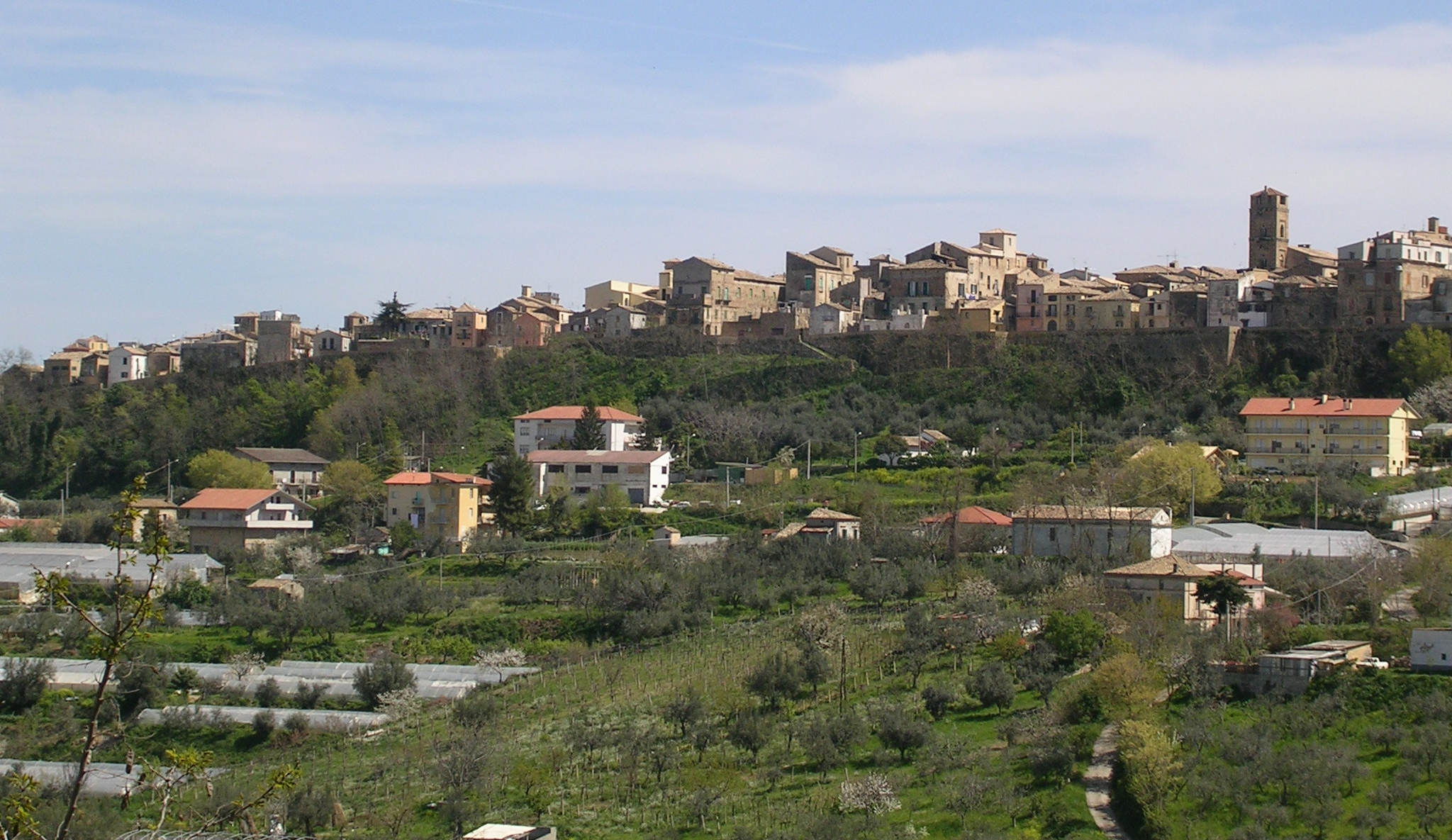
Veduta del rione Civitanova di Lanciano, in basso contrada Sant'Egidio, veduta dal colle di Santa Maria dei Mesi

Altra contrada storica, detta anche "degli Ortolani", si trova sotto le "ripe" del muro medievale del quartiere Civitanova di Lanciano. Popolata da circa 150 persone, nei documenti dell'archivio parrocchiale di Santa Maria Maggiore si apprende che l'area era popolata da più casali: casale San Leonardo (XIV secolo, con chiesa), casale Sciacquarella con boschi. In tempi recenti è sopravvissuta solo la chiesetta di Sant'Egidio, in stile rurale, molto cara ai lancianesi, in quanto ancora oggi il 31 agosto si celebra la fiera delle Campanelle, per cui nella piazza e lungo il corso della città si allestiscono bancarelle con in esposizione e in vendita campanelle fabbricate in terracotta, a conferma della lunga tradizione frentana della lavorazione della ceramica.
Nell'archivio di Santa Maria Maggiore si apprende come da questa contrada passò il culto di San Donato fanciullo (XVIII secolo), le cui reliquie sono conservate nella chiesa parrocchiale della Civitanova. La contrada è di interesse per la presenza, a settentrione, della storica fontana Grande della Civitanova, del III secolo d.C. secondo il Pollidori e il Fella, ma rifatta nel 1825 in stile monumentale classicheggiante, nel 1870 poco lontano da questa fonte fu costruita la cappella della Madonna De La Salette.
Chiesa di Sant'Egidio vescovochiesetta settecentesca, realizzata nella campagna a ridotto delle mura del rione Civitanova. Nella chiesa si venerava San Donato e successivamente il culto cambiò. Il 31 agosto vi si svolge un'importante processione legata al rito tradizionale di fabbricazione di campanelle policrome in terracotta. La struttura ha una pianta semplice rettangolare, costruita in laterizio con intonacatura. La facciata ha un portale d'ingresso sormontato da una finestra circolare presso l'architrave. L'interno ad aula unica è illuminato da quattro finestroni rettangolari, con vetrate colorate raffiguranti la Croce. Al centro del presbiterio c'è l'altare in marmo, sulla parete di fondo una nicchia con l'icona scolpita in pietra di Sant'Egidio (XV secolo).
Chiesetta di santa Maria de la Salettefu costruita come cappella nel 1870, sotto la giurisdizione di Santa Maria Maggiore. Il 19 novembre dell'anno don Francesco Paolo Sargiacomo pose la prima pietra. Nella parete di fondo si trova un quadro della Madonna delle Salette, apparsa ai pastorelli sulle Alpi francesi, qualche anno prima. L'esterno è semplice, a capanna con una piccola edicoletta a nartece con tetto spiovente, il campanile è a vela.

### Madonna del Carmine - Nasuti - Sant'Amato
Sono le contrade più occidentali di Lanciano, insieme a Candeloro e Costa di Chieti, confinano con i territori comunali di Castelfrentano (fraz. Ciommi al bivio di Madonna del Carmine), Poggiofiorito (Valle Cicchitti) e Orsogna (San Giacomo e Tre Colli).
La prima contrada deve il nome alla chiesa di Maria Santissima del Carmelo (XIX secolo), ha circa 180 abitanti. L'abitato più antico con casali in mattoni a vista si sviluppa attorno alla chiesa e lungo la strada Via Sant'Egidio, dove si trova la Cantina sociale "San Legonziano", principale fonte economica della zona. La cantina si trova sotto il colle Nasuti, uno dei colli più elevati di Lanciano e più popolati; le case sono state costruite lungo la strada, e tornando a sud, l'abitato si fonde con la contrada Colle Cerase di Castelfrentano.
Il casale Sant'Amato si trova a nord di Madonna del Carmine, seguendo la strada, e confina alle "quattro strade" con il comune di Frisa, attraverso le contrade Costa di Chieti - Badia di Frisa. Il casale è citato nell'archivio di Santa Maria Maggiore già dal XII secolo, ma l'abitato è frutto di ricostruzione nel XIX secolo, con il rifacimento della chiesa di riferimento, e dei casali colonici alla fine dell'Ottocento.
Chiesa della Madonna del Carminefu edificata nel 1862, con l'innalzamento del campanile nel 1897, dotato di orologio nel 1980. Nel 1949 fu elevata a parrocchia della contrada Madonna; nel 1969 il Monsignore Pacifico Luigi Pireantoni consacrò l'altare maggiore, ristrutturato secondo le nuove norme del Concilio Vaticano II. L'aspetto esterno è molto semplice, in stile neoclassico, con l'accesso preceduto da piccolo portico. Il campanile a torre è ornato dall'orologio e da una gabbia metallica in ferro battuto con le campane dell'orario. La navata centrale è ben illuminata da sei finestre, con arco a tutto sesto e coperta a volte a botte, affrescate nel 1886 da Mattia Novelli; gli affreschi raffigurano scene sacre dello Spirito Santo. Presso il presbiterio si trova un'ancona costituita da due colonne sormontate da capitelli corinzi e timpano semicircolare, con due putti e una nicchia centrale con la statua della Madonna.
Chiesa di Sant'Amatorisale all'Ottocento. Si racconta che nel 1100 durante la transumanza i pastori vollero edificare una cappella in onore del santo, nella zona di terra compresa all'ora nel demanio dell'abbazia di San Giovanni in Venere. La chiesa fu ricostruita una prima volta nel 1355, e nel Quattrocento la contrada passò a Lanciano. Un barone lancianese riedificò la chiesa nell'Ottocento ex novo, nel 1959 l'Arcivescovo Migliorini la eresse a Vicaria perpetua, smembrandola dalla giurisdizione della chiesa di San Nicola. Nel 1985 la Vicaria fu smembrata e aggregata nella parrocchia della Madonna del Carmine. Negli anni '70 si risistemò l'altare secondo i canoni del Concilio. La facciata è abbastanza semplice, con tetto a spioventi sul corpo principale, sormontato da grande croce in ferro. Sulla parete centrale si apre una finestra orbicolare con vetro colorato; il portale si affaccia sulla strada, e si accede alla navata unica. Ha pianta rettangolare, sulle colonne a base rettangolare poggia la copertura a volta a botte decorate, suddivisa da arcate ribassate. Nove nicchie laterali ospitano statue di santi, come quella dell'Addolorata e di Sant'Antonio abate, e il busto in cartapesta di San Silvestro. Al centro dell'altare maggiore si trova l'icona del Sacro Cuore.

### Spaccarelli - Candeloro - Costa di Chieti
Sono contrade coloniche sorte alla fine dell'Ottocento, poste nella depressione collinare di confine con il territorio comunale di Orsogna, lungo il fiume Moro. Benché le case siano ottocentesche, negli archivi parrocchiali di Lanciano le contrade sono citate sin dal XVII secolo, note come Filatoppi e Moro, i parrocchiani dipendono dalla chiesa della Madonna del Carmine. Spaccarelli negli anni '60 era abbastanza popolata, tanto che vi fu costruito un campetto sportivo.
Candeloro deve il nome a questa famiglia, infatti molti abitanti hanno questo cognome; la contrada si sviluppa oltre il ponte sul Feltrino sulla strada provinciale 64 Lanciano-Orsogna, a sud est ha l'abitato di Santa Maria dei Mesi, a nord la contrada Nasuti-Madonna del Carmine. L'abitato è sorto come agglomerato pastorale-colonico, dato che si racchiude attorno a una grande masseria.
Costa di Chieti di 328 abitanti, sta al confine delle quattro strade con Sant'Amato (sud), Poggiofiorito (ovest, loc. Valle di Poggio) e a nord con Badia di Frisa. Il nome deriva dai ruderi di una torre di avvistamento posta nel punto più alto del colle, che guarda verso la valle di Santa Liberata di Lanciano. I parrocchiani appartengono alla chiesa del Carmine in contrada Madonna del Carmine di Lanciano. L'abitato oggi è molto ben sviluppato e si è fuso con la contrada Badia del comune di Frisa.

### Villa Carminello - Villa Martelli
La prima era l'unico abitato storico situato nell'attuale quartiere Santa Rita - Zona 167 di Lanciano. Sorto come abitato colonico pastorale, alla stessa maniera delle contrade di fondazione slava, la contrada è delimitata da piccole strade ortogonali, che confluiscono nella piazza quadrata con la chiesa del Carminello (Madonna del Carmelo) del 1904. La chiesa è suffragata alla parrocchia dello Spirito Santo del quartiere Santa Rita.
Villa Martelli fa parte delle contrade di Lanciano fondate dagli Schiavoni, si trova a poca distanza dal quartiere Santa Rita, seguendo Via C. Marciano o Via Spataro. La contrada sorge su una dorsale collinare che confluisce nella zona industriale di contrada Pagliaroni-Severini dei comuni di Rocca San Giovanni e Treglio. L'abitato antico è uno dei meglio conservati delle contrade lancianesi, le case addossate le une alle altre sono delimitate anche da archi di ingresso, la piazza principale ha la chiesa di San Donato.
Chiesa di San Donato martireedificata nel Settecento quando il culto del santo si diffuse a Lanciano. Sino al 1792 fece parte della giurisdizione della parrocchia di Santa Lucia, e fu elevata a parrocchia da Francesco Amoroso. La gente del posto contribuì per un secolo alla ristrutturazione continua della chiesa, l'ultimo dei quali nel 1970, riportata allo splendore sobrio barocco. Ha facciata in mattoni a vista, arricchita da portale inquadrato da due colonne con capitelli sormontati da cornicione, Sulla parte alta un'ampia finestra si intona con gli altri elementi architettonici; completa la facciata il frontone triangolare con una croce di ferro. Il campanile è una tozza torre a tre piani con sistemato l'orologio e una statua della Madonna in una nicchia. All'interno a navata unica, il soffitto è a capriate lignee; la parete destra è ornata da una statua di San Michele del XVIII secolo. Una grande arcata sorretta da due eleganti colonne con capitelli dorati precede la parte absidale, occupata al centro dall'altare in marmo bianco. Domina lo sfondo un'artistica alzata di legno, finemente lavorata, con il quadro della Madonna col Bambino, con in alto il simbolo dello Spirito Santo.

### Marcianese, Gaeta e Follani

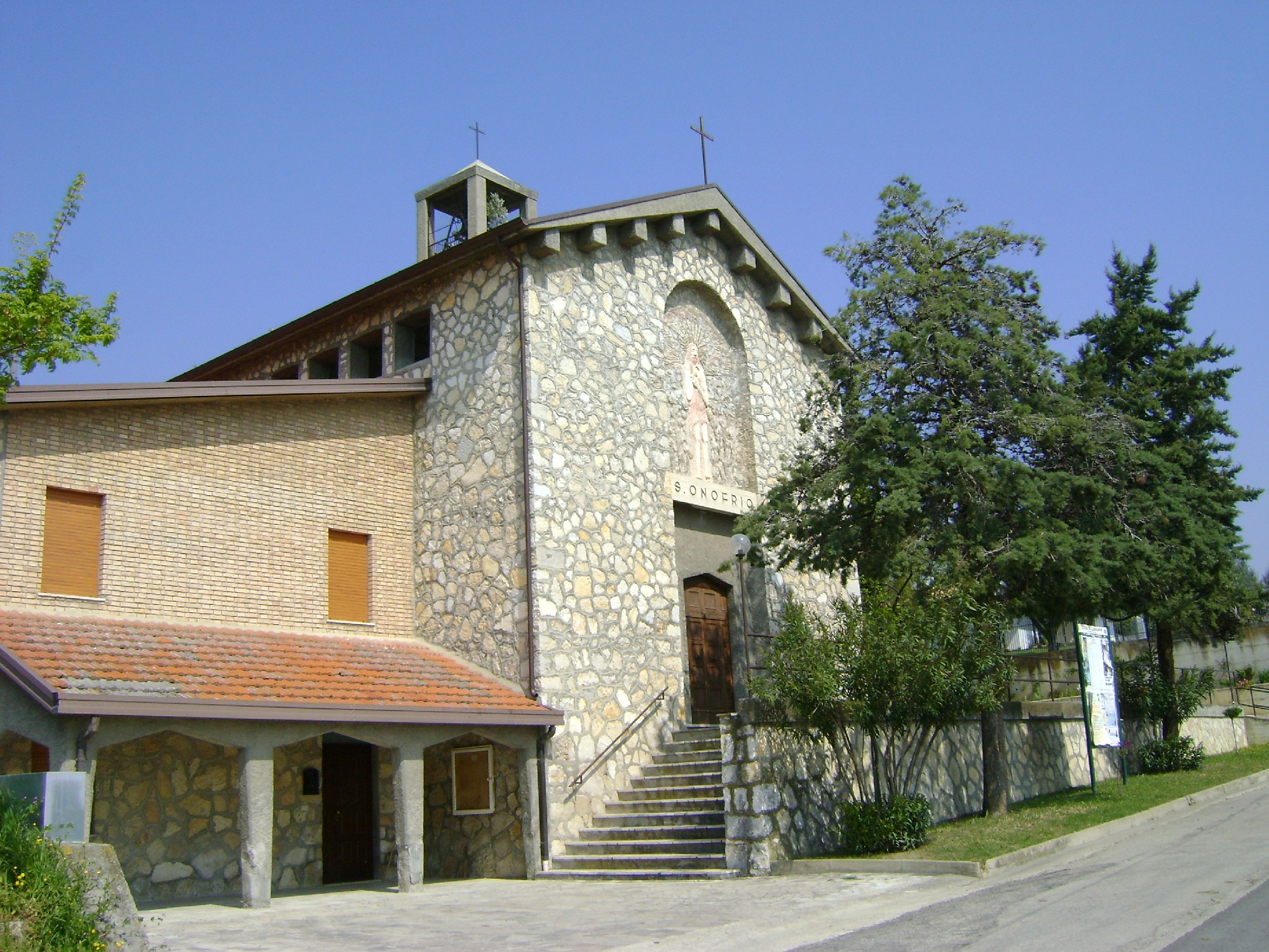
Chiesa nuova di Sant'Onofrio, contrada omonima

Costituiscono le contrade meridionali maggiormente popolate di Lanciano. La prima ha quasi 1 000 abitanti, si collega al comune di Castelfrentano (zona contrada Morge-Pietragrossa). La contrada accorpa il nucleo storico di località San Nicolino e Fonte Barile, costituito da poche case coloniche. Si sviluppò dall'800, quando al termine del viale dei Cappuccini, in aperta campagna tra Lanciano e Castelfrentano, fu eretta una cappella devozionale alla Madonna delle Grazie, ancora oggi esistente preso la rotatoria della Statale 84, all'incrocio con Follani e Marcianese.
Più avanti varie abitazioni furono costruite lungo il vialone della contrada che si immette in località San Nicolino, presso i due bivi di contrada Follani II e contrada Morge, si popolò al punto che tra il 2001 e il 2009 fu ultimata la nuova parrocchia di Maria Santissima delle Grazie, che ha accorpato la vecchia parrocchia ottocentesca.
La contrada si sviluppa, nella parte moderna, in assi ortogonali, vi è una strada orientale che porta all'abitato antico di Follani, poche case coloniche, che va ad uscire in contrada Villa Andreoli. Follani anticamente era nota come Scenciati, ed era di proprietà del convento di San Bartolomeo dei Cappuccini, che si trova nell'attuale quartiere cittadino dei Cappuccini-San Pietro.
Contrada Gaeta vede le sue origini in un casale ottocentesco, che si trova nel vallone di Via Tinari. Negli anni '80 e poi 2000 ha visto un'esplosione demografica e industriale, anche se piuttosto disordinata, senza un centro vero e proprio, tanto che i punti di riferimento sono i due centri commerciali L'Oasi - La fontana e Pianeta - Conad. Dalla parte del centro "Pianeta", la contrada confina con il quartiere Cappuccini mediante via Brigata Maiella e viale Decorati al Valor Militare.
Chiesa storica della Madonna delle Grazieil piccolo tempio si trova alla rotatorio di accesso alla città venendo da Castelfrentano, tra Marcianese e località Follani; fu costruito per volere dei coniugi Giacinta e Domenico Di Pietro di Marcianese, concedendo il terreno; la chiesa fu costruita prima del 1896. La chiesa prima degli anni '30 era ancora nello stato originale, ma pii fu ampliata più volte perché la contrada si andava sviluppando. Venne ampliata nel 1934, e nel 1950 fu costruito il campanile in mattoni. Fino al 1957 faceva parte della parrocchia di Santa Lucia, diventando poi sede parrocchiale per volere del Monsignore Migliorini, aggregata alla nuova parrocchia di San Pietro; nel 2009 è passata alla nuova parrocchia della Madonna delle Grazie, costruita nel centro della contrada. La chiesa tende allo stile neoclassico, con la facciata in mattoni a vista; l'interno a navata unica con copertura a botte ricoperta da affreschi, realizzati da Peppe Candeloro, con raffigurazioni della vita di Gesù. Sulle volte si trovano le Tentazioni e la Risurrezione (1985); nella parete di destra si trova una moderna Via Crucis del 1976.

### Villa Elce e Villa Pasquini
Contrade storiche citate già dal XVII secolo, la prima si trova a sud di Villa Andreoli e Serre, e si trova sulla strada "Pedemontana" per accedere alla val di Sangro. Popolata dagli Elce, costoro erano originari della Puglia, di Capurso, che portarono in loco il culto della Madonna del Pozzo, facendo costruire una chiesa; purtroppo oggi di questa chiesa resta solo la torre campanaria, accanto alla nuova parrocchia degli anni '90. La contrada prosegue in una diramazione verso località Camicie, e un'altra verso Rizzacorno, e termina in contrada Sant'Onofrio. La parte più antica è quella delle case coloniche attorno alla parrocchia della Madonna del Pozzo e in Via Buongarzone.
Villa Pasquini ha circa 117 abitanti, dipende dalla parrocchia della Madonna del Pozzo, ha una cappella presso la scuola elementare dedicata all'Immacolata Concezione e Santa Margherita martire. Digradando come la confinante contrada Serre verso la val di Sangro, terminando in contrada Sant'Onofrio ovest, il centro abitato si racchiude intorno alla storica masseria dei Pasquini.
Parrocchia della Madonna del Pozzomoderna chiesa degli anni '90 a pianta irregolare sperimentale, intonacata di rosso, con campanile turrito in cemento armato. La chiesa fu costruita poiché lo sviluppo urbano ne richiese l'edificazione, non potendo più dipendere dalla parrocchia di Sant'Onofrio. Si trova appena più a valle dal campanile della vecchia chiesa della Madonna delle Grazie e della Madonna del Pozzo. Una chiesa dedicata a San Pio X esisteva già nel 1937, ma fu chiusa al pubblico negli anni '50 per un movimento franoso. Nel 1969 il nuovo terreno di edificazione fu acquistato da Nicola Vincenzo Dell'Elce e i lavori durarono una decina d'anni. La chiesa divenne parrocchia nel 1990: conserva le statue della Madonna, di Santa Margherita e di San Rocco.

### Sant'Onofrio, Campitelli e Rizzacorno

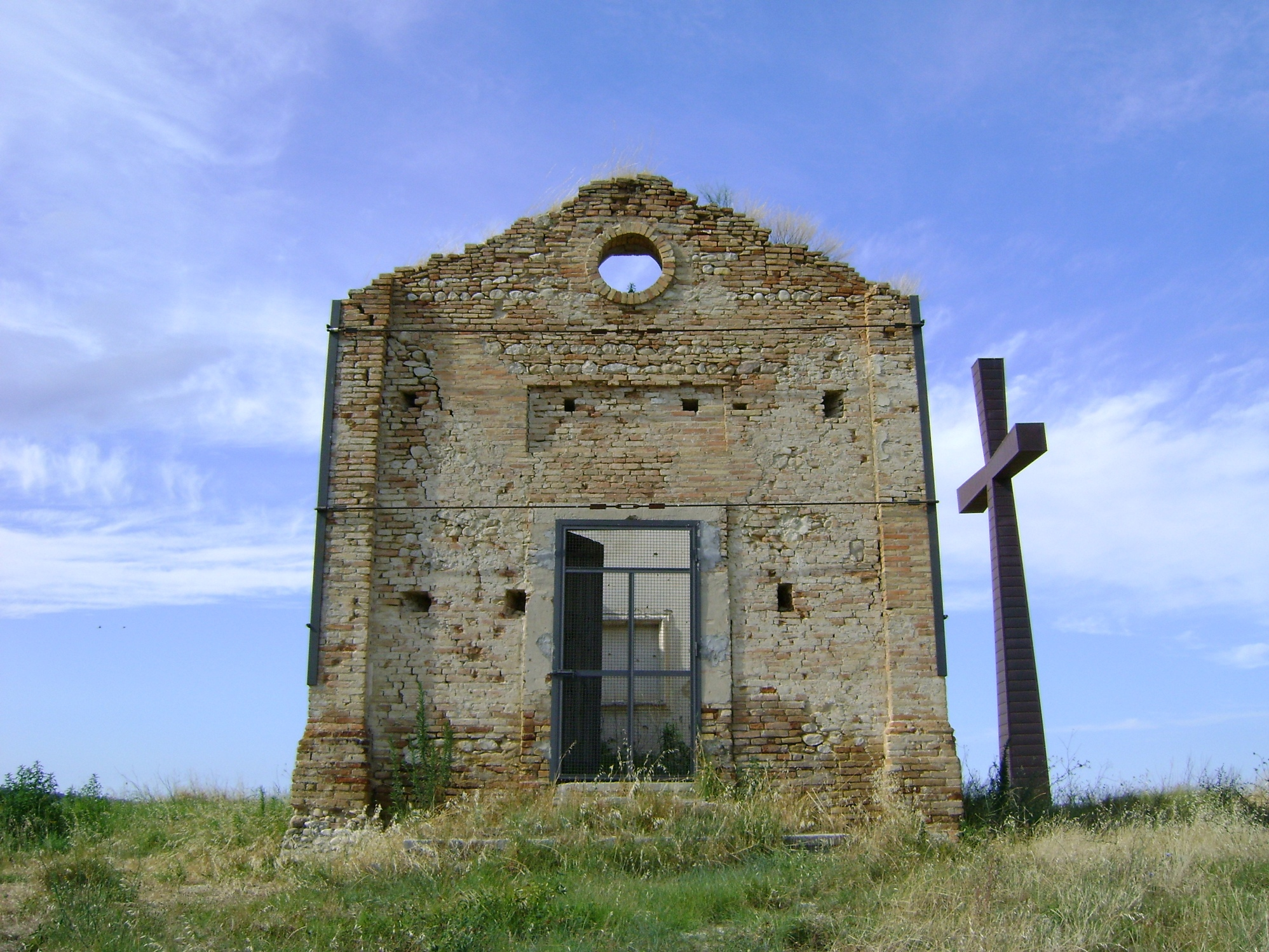
Antica chiesa di Sant'Onofrio, sul colle omonimo

È una delle contrade più grandi di Lanciano, ancora in via di sviluppo, si trova sulla strada provinciale "Pedemontana", al bivio per Mozzagrogna (passando le contrade Pasquini e Serre) e per Atessa-Casoli. Il nome deriva dall'antica chiesetta di Sant'Onofrio eremita sopra il colle (XV secolo), andata in rovina dopo la guerra, motivo per cui nel 1962 fu costruita più a valle, lungo la strada maggiore, la nuova parrocchia. Il colle oggi è abbellito da una croce monumentale che si illumina la notte. La contrada si sviluppa a serpentone lungo la strada, possiede alcune attività imprenditoriali dedicate all'agricoltura, come oleifici. Il centro è costituito dallo spiazzo della parrocchia, con un casale storico che anticamente era un deposito, ora è centro ricreativo.
Contrada Rizzacorno deve il suo nome alla conformazione geografica del colle a dorsale sopra cui si trova, che da Castelfrentano (bivio contrada Morge-Pietragrossa), digrada lentamente sino a raggiungere una parte elevata, salvo poi digradare ancora, terminando in contrada Sant'Onofrio, direzione Villa Elce e località Selva Rotonda. La contrada si è sviluppata in tre nuclei, quello maggiore è quello più popolato, con le abitazioni costruite ai lati della strada; nel 1947 è stata costruita la moderna chiesa della Madonna della Pace.
Colle Campitelli è al confine territoriale di Lanciano e Castelfrentano, deve il suo nome a questa famiglia castellina che si è trasferita anche nei centri limitrofi, come Sant'Eusanio e Casoli. Alla stessa maniera del colle di Sant'Onofrio, il Colle Campitelli è molto elevato, e vi sono stati installati dei ripetitori di recente. Ha una chiesa dedicata alla Madonna di Lourdes, a ovest confina con le contrade di Castello-Cotti.

## Nomi storici delle contrade
Sono desunti pressoché dagli archivi parrocchiali delle chiese di Lanciano, studiati attentamente da Corrado Marciani in Scritti di storia, Carabba, Lanciano, 1998.
- Arno = Santa Croce e Villa Martelli
- Campione = Rizzacorno
- Colle Strega - Fonte = Fontanelle di Rizzacorno
- Bordella = Borgo Mancino, area lungo via del Mancino, usata come sede dello storico calzificio Torrieti
- Cotellessa - Stravizza - Vallecupa ) Villa Stanazzo
- Feltrino - Morelli = Santa Giusta
- Ponticelli - Picchiatilli = Iconicella
- San Giacomo = zona dell'ospedale civile di Lanciano, dalla presenza forse di una cappella
- Valle Consumo = Torremarino
- Belluogo, Penzecorame, Selva Rotonda, Santa Margherita = Villa Pasquini-Villa Elce
- Buongarzone, Carriera, Cerrete = Villa Elce (esiste ancora via Buongarzone)
- Cerratina, Ripabassa = Costa di Chieti
- Costa Taverna = Madonna del Carmine - presenza di una torre di guardia adibita a masseria, citata dal Fella e dal Pollidori
- Cotogno, Rotelle, Coste di Brena = Colle Pizzuto e Re di Coppe
- Fosso San Giacomo = contrada Camicie
- Le Piane = Sant'Onofrio, esistenza sino al secondo Novecento solo della chiesetta sopra il colle.
- Sant'Apollonia = San Iorio
- Selva = Colle Campitelli
- Vallebona = Sant'Egidio
- Bufalara e Piana La Fara = Rizzacorno, esiste però una contrada Bufalara di San Vito
- Canali e Piane Cambio ) Santa Maria dei Mesi (?)